# Alvorninha
Alvorninha es una freguesia portuguesa del municipio de Caldas da Rainha, con 37,62 km² de superficie. Su densidad de población es de 83,0 hab/km².